# Turnerfeuerwehr
Als Turnerfeuerwehr  werden im 19. Jahrhundert, neben Rettungsgesellschaften und Bürgerwehren, die Vorläufer von Freiwilligen Feuerwehren bezeichnet.

## Geschichte
In den 1830er Jahren entstanden als Folge der damaligen politischen Entwicklungen in vielen Orten Turnvereine. Anfangs noch unorganisiert, später unter dem Dach des Deutschen Turner-Bunds oder der Deutschen Turnerschaft. Diese sahen sich nie als nur sportliche Organisation, sondern hatten immer auch eine politisch-bürgerlich-nationale Komponente, die unter anderem das Ideal der (deutschen) Einheit anstrebte.
Ab den 1840er Jahren übten Teile der Mitglieder der Turnvereine Techniken des Leitersteigens und das Bedienen von Feuerspritzen. Aus diesen Übungen entwickelte sich ein regelmäßiger Übungsdienst. Diese regelmäßigen Übungen waren der wesentliche Unterschied zu den in dieser Zeit bestehenden genossenschaftlichen Löschdiensten, die meist ungeübt und nur im Brandfall eingesetzt wurden. Turnerfeuerwehren beeinflussten in vielen Orten Deutschlands maßgeblich die Gründung und Entwicklung von Freiwilligen Feuerwehren als solche beziehungsweise waren über längere Zeit die einzige Alternative zum genossenschaftlichen Löschwesen.
Der Spritzenfabrikant und Turner Carl Metz verband den Absatz seiner Spritzen damit, dass er die Mannschaft zur Bedienung einübte. Seit dem Jahr 1843 propagierte er die Bildung von Vereinen zur Bemannung der Spritzen und verwies dazu auf die Turner, die im Interesse ihrer Mitbürger bereit seien, diese Aufgabe ehrenamtlich zu übernehmen. Er reiste vom Rhein-Neckar-Gebiet aus dazu ständig durchs Land und bot an Turnertagen oder auf Turnhalleneinweihungen Vorführungen seiner Technik mit Beratung zur Bildung von Löschvereinen an. In vielen Städten übernahmen die Turner begeistert diese neue Aufgabe, teils auch selbstständig, ohne direktes Einwirken von Metz. So nahmen sich im Jahr 1843 in Hanau, 1845 in Offenbach am Main und 1846 in Heidelberg und Leipzig die Turner der Bedienung der Feuerspritzen an, in der Regel neben den bereits bestehenden Organisationen zur Brandbekämpfung.
Es traten sogenannte Steiger beziehungsweise „Steiger- und Retterkompanien“ aus den Turnvereinen den Freiwilligen Feuerwehren bei oder dieser Teilbereich wurde als Turnerfeuerwehr in die genossenschaftlichen Löschdienste bzw. damals bereits existierenden Feuerwehren übernommen. Die Gründungsdaten früher Turnerfeuerwehren um 1840 sind kaum nachzuvollziehen, da die Turnvereine in der Regel älter als die Freiwilligen Feuerwehren sind und ein Übergang selten dokumentiert wurde.
Die Stadtverordneten der Stadt Cottbus beschlossen am 22. Oktober 1862 die Aufstellung einer freiwilligen Turnerfeuerwehr, die am 16. Februar 1863 gegründet wurde. Die Freiwillige Turnerfeuerwehr zu Cottbus rief im Jahr 1877 zur Gründung eines Feuerwehrverbandes in der Provinz Brandenburg auf. Infolgedessen gründete sich am 4. Juni 1877 in Cottbus der „Verband Freiwilliger Feuerwehren der Provinz Brandenburg“.
Am 13. August 1864 wurde die Freiwillige Turnerfeuerwehr der Stadt Torgau, nach einer Versammlung des Turnvereins, bei dem das Grundgesetz der Freiwilligen Feuerlösch- und Rettungskompanie von Torgau beschlossen wurde, gegründet.
Im Oktober 1864 wurde durch die Polizeibehörde beim Magistrat der Stadt Neuruppin die Anschaffung von Feuerwehrspritzen beantragt. Ursprünglich sollten bezahlte Handwerker die Bedienung und den Löscheinsatz übernehmen, was die Stadtverordnetenversammlung als unzureichend betrachtete. Der Magistrat schlug vor, Löscheinsätze durch Freiwillige durchführen zu lassen. Am 6. August 1867 fanden sich 30 Turner, die eine freiwillige Turnerfeuerwehr gründeten.
Der Vorläufer der Freiwilligen Feuerwehr Jever war bspw. im Jahr 1882 die „Freiwillige Turner-Feuerwehr“ des Männerturnverein Jever.